# Cosmografia ravennate
La Cosmografia ravennate è un elenco di luoghi e città del VII secolo d.C., che rappresentano il mondo allora conosciuto. È il principale elenco geografico del suo genere per gli itinerari via terra dell'Età bizantina, paragonabile per importanza a quanto rappresenta la Tavola Peutingeriana per il periodo romano.
L'anonimo autore consultò le opere di autori greci, romani e suoi contemporanei. Trovò queste risorse a Ravenna, capitale all'epoca dell'Italia bizantina.

## Piano dell'opera
Si compone di cinque libri: il primo è una rappresentazione del mondo conosciuto (mappa mundi) a partire dalla Creazione divina; il secondo, terzo e quarto riguardano ciascuna delle tre parti del mondo che Noè aveva assegnato ai suoi figli: l'Asia a Sem, l'Africa a Cam e l'Europa a Jafet. Sono descritte in dettaglio cinquemila città; il quinto è una descrizione di tutti i porti e delle isole del mar Mediterraneo.
Sebbene graficamente si presenti come una mappa, è in realtà una metodica elencazione di toponimi. La descrizione del mondo conosciuto procede da Est ad Ovest, dall'India alle isole al largo della costa Britannica. Il mondo è raffigurato come un cerchio (rappresentazione già nota in età tardo-antica).
All'inizio dell'opera l'Anonimo cita gli autori che ha consultato e che costituiscono le sue fonti: Tolomeo, Erodoto, Strabone, Orosio, Solino, i filosofi persiani che scrissero in greco, Flavio Giuseppe, Basilio Magno, Epifanio di Salamina, Atanasio di Alessandria, Gregorio Magno, Procopio, Cassiodoro e Stefano di Bisanzio. Probabilmente l'Anonimo poté consultare una copia della Tavola Peutingeriana (poi andata perduta) conservata nella capitale bizantina.

### I manoscritti
Ne sono sopravvissute solo tre copie manoscritte. Risalgono al XIII e XIV secolo, quindi distano dall'originale tre o quattro generazioni. Di conseguenza presentano errori di ortografia, divisioni di parole ed errori di trascrizione che sembrano provenire da una cattiva interpretazione di una dettatura. Le variazioni tra i testi non sono limitate ai nomi delle località, ma ci sono variazioni significative nei commenti. Da ciò si può dedurre che gran parte degli errori sono attribuibili ai copisti.
Il testimone meglio conservato è quello appartenuto a Guido da Pisa, geografo del XII secolo. Guido inserì tutta la Cosmographia nel suo magnum opus, Geographica.
Data la presenza, all'interno del testo, di un duplice riferimento agli "ascoltatori" ed ai "lettori" si può ritenere che l'opera fosse stata pensata per essere letta ad alta voce.

## Edizioni
I cinque libri che compongono l'opera sono stati pubblicati per la prima volta a Parigi da dom Placide Porcheron con il titolo: Anonymi Ravennatis de geographia libri V nel 1688.
Sono stati pubblicati di nuovo a Parigi con notevoli miglioramenti da A. Jacobs nel 1858 e a Berlino da Parthey nel 1860.
L'edizione critica più recente dei tre manoscritti è quella di Joseph Schnetz, Itineraria Romana, vol. II: Ravennatis Anonymi Cosmographia et Guidonis Geographica, 1942 (ristampa 1990), B. G. Teubner, Stoccarda (vedi infra).